# Quinteto de cuerda n.º 1 (Dvořák)

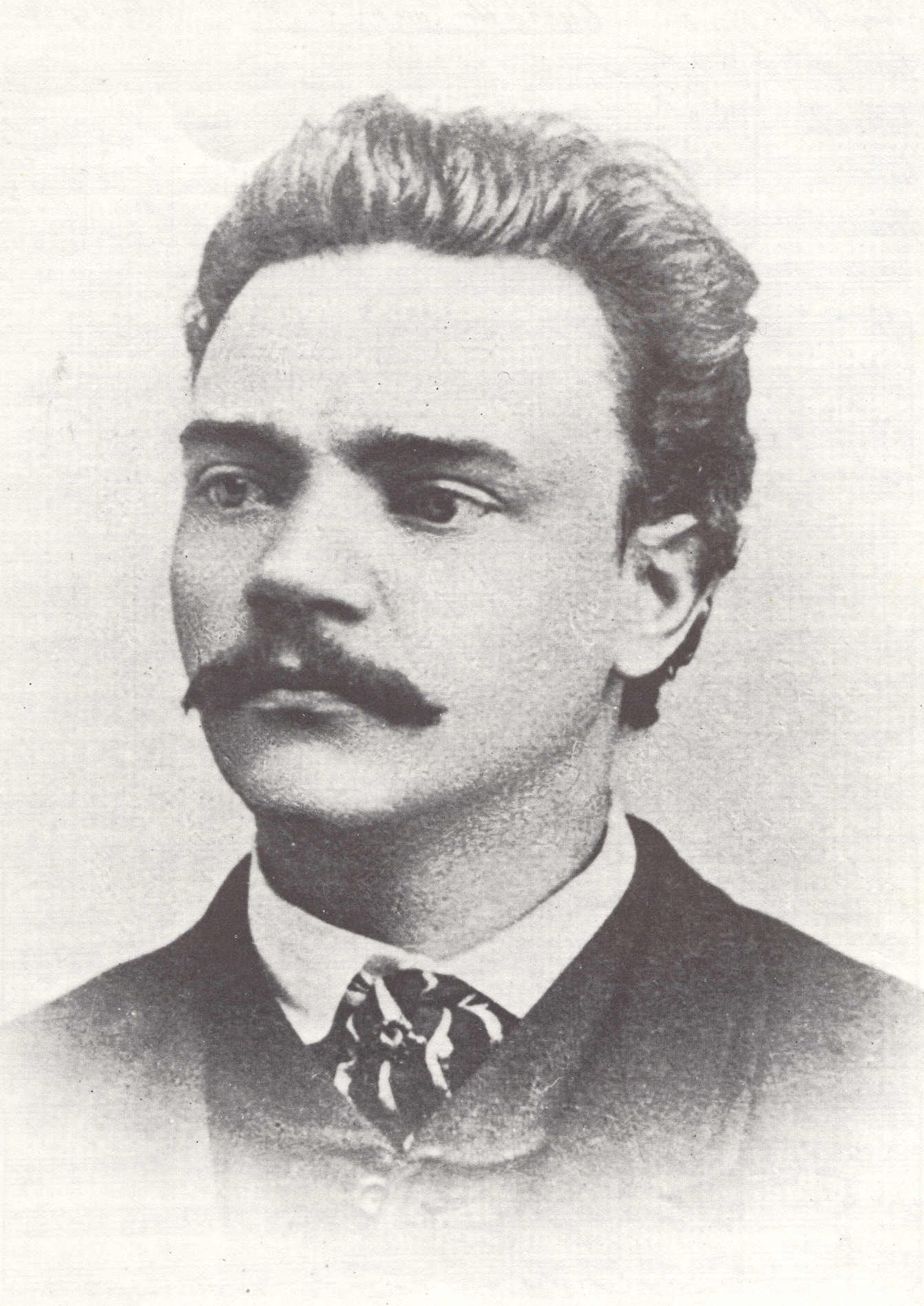
Antonín Dvořák en 1868.

El Quinteto de cuerda n.° 1 en la menor, op. 1 (B.7), es un quinteto de cuerda compuesto por Antonín Dvořák para dos violines, dos violas y violonchelo. Lo escribió en 1861 y es la primera pieza a la que asignó un número de opus y la obra con la que, a los 20 años, lanzó su carrera como compositor. No se estrenó hasta 1921, 17 años después de su muerte, y se publicó por primera vez en 1943.

## Estructura
La obra consta de tres movimientos:
1. Adagio — Allegro ma non troppo (la menor)
2. Lento (fa mayor)
3. Finale. Allegro con brio (la menor)

Una interpretación normal suele durar 28 minutos aproximadamente.